# Rilo Kiley
Rilo Kiley  é uma banda norte-americana de indie rock formada em Los Angeles, Califórnia em 1998. O grupo é composto por Jenny Lewis, Blake Sennett, Pierre de Reeder e Dave Rock.
A banda lançou seu álbum de estreia, Take-Offs and Landings, em 2001, pela Barsuk Records. Após isso, lançaram mais três álbuns de estúdio e vários EPs. Em 2007, assinaram com a Warner Bros. e, em seguida, fizeram sua estreia em na gravadora com o álbum Under the Blacklight.

## História
A banda lançou seu primeiro EP em 1999 The Initial Friend E.P., que teve as músicas "Frug" e "85" como trilha do filme Uma Aventura no Deserto (Desert Blue). Em 2001 assinaram contrato com a gravadora independente Barsuk Records, quando o primeiro álbum completo da banda, Take-Offs and Landings foi lançado. Em 2002 assinaram com a Omaha's Saddle Creek Records e lançaram The Execution of All Things. Em 2004 mudaram para o selo Brute/Beaute Records, que teve seu álbum More Adventurous distribuído pela Warner Bros., com quem a banda assinou diretamente depois.
Já conhecida pelo público especializado por seu Indie Rock com leve acento Pop e Folk, a banda vendera cerca de 75.000 álbuns em pouco mais de 3 anos e fez várias turnês pelos EUA. Ainda em 2004, Blake Sennett (guitarrista) e Jason Boesel (baterista) lançaram um álbum com sua banda The Elected enquanto Jenny Lewis participou do cd "Give Up" do The Postal Service, com quem saiu em turnê por algum tempo.
No final do mesmo ano, More Adventurous ficou no topo da parada da Billboard Magazine, o que rendeu várias aparições da banda em programas de tv norte-americanos. Em 2005, o Rilo Kiley foi banda de abertura em alguns shows do Bright Eyes (banda) e Coldplay, além de participarem da música "Do They Know It's Hallowe'en?" que arrecadou fundos para UNICEF. Foi quando assinaram contrato com a Warner Bros. e relançaram o álbum More Adventurous.
Em 2006, Jenny Lewis lançou seu primeiro álbum solo, com Leight Watson e Chandra Watson como sendo Jenny Lewis with The Watson Twins, o "Rabbit Fur Coat" (que inclusive chegou a ser lançado no Brasil). Ao mesmo tempo, The Elected lançou seu segundo cd "Sun, Sun, Sun".
O quarto álbum da banda, Under the Blacklight, foi lançado em agosto de 2007 e tem causado certa polêmica entre os fãs devido a sua sonoridade, apresentando um distanciamento dos álbuns anteriores, com influências bem mais evidentes de Soul Music e de Country, o que tem rendido à banda a pecha de "Fleetwood Mac dos anos 00" (em referência a um expoente do Soft Rock americano dos anos 70). Já aclamado pela crítica especializada, Under The Blacklight vendeu 27.000 unidades nos E.U.A., logo na semana de seu lançamento.
Em 2011, Blake Sennett deu a entender  que a banda havia chegado ao fim mas que não descartaria a possibilidade de um dia lançar material novo .
Em 2013 foi finalmente lançada a coletânea de raridades e b-sides RKives (planejada desde pelo menos 2010 ) e Jenny Lewis afirmou que a banda "nunca se separou oficialmente" .

## Discografia

### Álbuns Oficiais
- Take-Offs and Landings (2001)
- The Execution of All Things (2002)
- More Adventurous (2004)
- Under the Blacklight (2007)
- RKives (2013)

### EPs
- Rilo Kiley (first pressing, 1999, Rilo Records)
- Rilo Kiley (second pressing, 2000, Rilo Records)
- The Initial Friend EP (2001, Rilo Records)
- Live at Fingerprints EP (2004, Brute/Beaute)

### Singles
- "The Execution of All Things" (2003, Saddle Creek)
- "It's a Hit" (2005)
- "Portions For Foxes" (2005, Brute/Beaute)
- "The Moneymaker" (2007, Warner)
- "Silver Lining" (2007, Warner)
- "Breakin' Up" (2008, Warner)